# Le minorenni
Le minorenni (La cage aux filles) è un film del 1949 diretto da Maurice Cloche.